# Pararchaea alba
Pararchaea là một chi nhện đơn loài Pararchaea alba trong họ Malkaridae.